# Caster Semenyaová
Caster Semenyaová (* 7. ledna 1991 Polokwane, Jihoafrická republika) je jihoafrická atletka závodící na středních tratích.

## Osobní život
Narodila se v Ga-Masehlong, jihoafrické vesnici blízko města Polokwane (dříve Pietersburg), ale vyrostla ve Fairlie v provincii Limpopo. Má tři sestry a bratra. Vystudovala sportovní vědy na Pretorijské univerzitě.
V září 2010 byla magazínem New Statesman zařazena do každoročního žebříčku výrazných osobností „50 People That Matter“ za „rozproudění mezinárodních debat o genderu, feminismu a rase“ a za její aktivismus v oblasti intersex práv.
Byla vyhlášena nejlepší jihoafrickou sportovkyní roku 2012 a obdržela řád Ikhamanga.
V roce 2015 uzavřela manželství se svou dlouholetou partnerkou Violet Raseboyovou.

## Sportovní kariéra

### 2008–2009: Začátky kariéry a sex testy
K běhání na 800 m se Semenyaová dostala přes trénování fotbalu.
Mezi lety 2008 a 2009 se účastnila několika soutěží, včetně mistrovství světa juniorů v atletice, kde získala zlatou medaili. Mediální pozornost se na ni nicméně obrátila až v roce 2009 s jejím vítězstvím na mistrovství světa v atletice v Berlíně, kde zaběhla rekordní čas 1:55.45 min. V souvislosti s jejími předchozími úspěchy a výrazným zlepšení v dané sezóně se začaly objevovat otázky ohledně jejího pohlaví nebo možného použití zakázaných látek.
Na popud IAAF tak byla Semenyaová podrobena sex testu (testu pohlaví), jehož výsledky nicméně nebyly nikdy oficiálně zveřejněny. Úniky do médií však naznačovaly, že by Semenyaová mohla být intersex, případně mít přirozeně vyšší hladinu testosteronu, tedy hyperandrogenismus. Způsob, jakým IAAF sex test provedla, se ale krátce poté stal předmětem rozsáhlé kritiky. Jednak proto, že o něm Semenyaová byla informována zhruba jen tři hodiny před jejím startem ve finále běhu na 800 m, což potenciálně mohlo mít dopad na její výsledky, zejména se ale kritika snášela na délku vyhodnocování sex testů, která zabrala zhruba rok, během nichž Semenyaová nemohla závodit a účastnit se šampionátů.
V červenci 2010 oficiální výsledky testování potvrdily, že Semenyaová splnila všechny stanovené podmínky a může tak znovu závodit v rámci ženských kategorií.
Celá kontroverze okolo sex testů měla i výraznou národní odezvu, když byla řadou prominentních jihoafrických osobností označena snaha o její diskvalifikaci a přeřazení do mužské kategorie za projev evropského sexismu a rasismu, stejně tak jako zásahu do jejího soukromí a lidských práv. Konkrétně Gugu Ndima, poslankyně jihoafrického parlamentu, se nechala slyšet, že obvinění proti Semenyaové odráží „stereotypní pohledy na to, jak by ženy měly nebo neměly vypadat, podle eurocentrických ideálů krásy“.

### 2010–2015: Návrat do atletiky
Po kontroverzi z předchozího roku se Semenyaová vrátila do sezóny značně oslabená, když na Bislett Games zaběhla čas 1:58.61 min. Na mistrovství světa v atletice 2011 se v běhu na 800 m umístila druhá za Ruskou Mariou Savinovovou. Ta však byla v roce 2017 pro své dopingové nálezy diskvalifikována a byly zrušeny všechny její výsledky z let 2010 až 2013, Semeyanové tak zpětně připadlo první místo.
Na letních olympijských hrách v roce 2012 byla Semenyaová vybrána, aby nesla jihoafrickou státní vlajku. I zde byla v závodě na 800 m poražena Mariou Savinovovou a umístila se na druhé místě, stejně jako v případě MS v atletice z roku 2011 však i zde byly výsledky Savinovové anulovány a původně stříbrná medaile Semenyaové byla povýšena na zlato.

### 2015: Zrušení omezení týkajících se hyperandrogenismu
V roce 2015 byla na základě rozhodnutí Mezinárodní sportovní arbitráže v případu Dutee Chandová vs. Athletics Federation of India (AFI) & The International Association of Athletics Federations zrušena všechna omezení IAAF týkající se hyperandrogenismu, tedy přirozeně vyšší hladiny testosteronu u ženských sportovkyň, protože IAAF dle rozhodnutí arbitráže nebyla během dvou let schopná předložit dostatek věrohodných důkazů, že hyperandrogenismus ženským sportovkyním dává výrazně vyšší výhody při závodech než jiné vrozené dispozice.

### 2016–2017
V roce 2016 Semenyaová vyhrála závody na 800 m a 1500 m na mistrovství Afriky v atletice a Diamantovou ligu na 800 metrů. V témže roce také vyhrála zlatou medaili v běhu na 800 m na olympijských hrách v Riu, přičemž její vítězství bylo mediálně rozporováno právě kvůli jejím přirozeně vyšším hladinám testosteronu, s poukazem na rozhodnutí Mezinárodní sportovní arbitráže z předchozího roku.
V roce 2017 vyhrála bronz v běhu na 1500 m na mistrovství světa v atletice. V kategorii na 800 m získala zlato.

### 2018: Nová pravidla IAAF
V dubnu 2018 představila IAAF nová pravidla týkající se „rozdílného pohlavního vývoje“, která sportovkyním s intersex znaky a hladinami testosteronu 5 nmol/L a výše nařizuje užívat medikamenty na snížení jejich hladin testosteronu. S poukazem na to, že změny se týkají zejména běžkyň na 400, 800 a 1500 metrů, někteří sportovní komentátoři uvedli, že nová pravidla mohla být na míru vytvořena tak, aby zacílila právě na Caster Semenyaovou. Ta se proti novým pravidlům obrátila na Mezinárodní sportovní arbitráž a švýcarský ústavní soud, avšak neúspěšně. Kvůli probíhajícím soudním sporům se nezúčastnila mistrovství světa v atletice 2019.
V červenci 2019 v rozhovoru pro BBC řekla, že jí dlouhodobé spory ohledně testosteronových omezení „mentálně i fyzicky ničí“.

### 2019: Fotbalová kariéra
V září 2019 se přidala k jihoafrickému fotbalovému týmu JVW F.C., založenému Janine van Wyk, s nímž plánuje hrát ženskou fotbalovou ligu.

## Osobní rekordy
- 400 metrů – 49,62 s – Ostrava, 8. září 2018
- 800 metrů – 1:54,25 s – Paříž, 30. června 2018
- 1500 metrů – 3:59,92 s – Dauhá, 4. května 2018